# 龙江镇 (琼海市)
龙江镇是中华人民共和国海南省琼海市下辖的一个镇。

## 行政区划
龙江镇下辖以下村级行政区划单位：
蓝山村、南正村、龙江村、滨滩村、中洞村、博文村、蒙养村、深造村和南面村。